# Деведесете (албум)
Деведесете  је десети албум новосадског кантаутора Ђорђа Балашевића. Албум садржи 13 песама од којих су хитови „Балкански танго”, „Легед'а о Геди Глуперди”, „Наопака бајка”, „Севдалинка”... Албум је изашао у маја 2000. године.

## О албуму
Албум је сниман у Марибору и Београду. Део снимања је прекинуто због НАТО бомбардовање 1999. године, те је био међу оним певачима који је певао испред Народног позоришта у Београду.
Песма Живети слободно је проглашена незваничном химном покрета Отпор. Инспирација за песму је била песма Живјети слободно групе Тајм која говори о затворским данима Даде Топића због тога што је одбио војни рок.
Албум је праћен спотовима за насловну нумеру, Севдалинка и Док небо гори над Новим Садом.

## Турнеја
Албум је промовисан на турнеји Живети слободно у Београду (Народно позориште, децембра 2000), Зрењанину (Позориште у Зрењанину), Чачку (Дом културе, 9. октобар 2000), Новом Саду (септембар 2000), Јагодини (мај 2001), Пули (Пулска арена, 16. јун 2001)...

### Концерт у Пули
Концерт у Пули је првобитно требао да буде 2000. године са групом Атомско склониште, међутим је одложено за јун 2001. То је уједно и први концерт у Хрватској након тамошњег рата. У част тог концерта, снимљен је и документарни филм На станици у Пули. Приход овог концерта је отишао у пулски клинички центар.

## Списак песама
Аутор(и) свих текстова и песама: Ђорђе Балашевић. 
| №   | Назив                         | Трајање |  |
| 1.  | Деведесете                    | 5:50    |  |
| 2.  | Живети слободно               | 5:20    |  |
| 3.  | Балкански танго               | 6:25    |  |
| 4.  | Плава балада                  | 5:35    |  |
| 5.  | Стих на асфалту               | 4:09    |  |
| 6.  | Легед'а о Геди Глуперди       | 6:54    |  |
| 7.  | Севдалинка                    | 5:56    |  |
| 8.  | Као талас                     | 4:45    |  |
| 9.  | Недостаје ми наша љубав       | 3:45    |  |
| 10. | Наопака бајка                 | 7:00    |  |
| 11. | Док небо гори над Новим Садом | 6:05    |  |
| 12. | Мртви...                      | 5:02    |  |

### ЦД
| №   | Назив                | Трајање |  |
| 13. | Деведесете (реприза) | 2:05    |  |